# Frederik Bing
Frederik Moritz Bing (31. december 1839 i København – 27. marts 1912 på Frederiksberg) var en dansk forsikringsmatematiker.
Bing var søn af hof-galanterihandler og borgerrepræsentant Meyer Herman Bing og hustru Eva f. Simonsen. Han tog polyteknisk adgangseksamen 1856; blev cand.polyt. 1862; lærer 1862-65: stentøjsfabrikant (Bing & Grøndahl) i København 1865-70, medlem af bestyrelsen for Livsforsikrings- og Forsørgelsesanstalten af 1871 fra dens oprettelse.
Formand for Arbejderbankens bankråd (medlem fra 1872); i bestyrelsen for Aktieselskabet til Opførelse af Boliger for Arbejderklassen; tidligere medlem af Mosaisk Menigheds repræsentantskab; formand i bestyrelsen og matematikkyndig direktør for Statsanstalten for Livsforsikring fra 1871-1911. Han blev Ridder af Dannebrogordenen 1889 og senere Dannebrogsmand.
Han var ugift og er begravet på Mosaisk Vestre Begravelsesplads.